# Глушко Валентин Петрович
Валенти́н Петро́вич Глушко́ (2 вересня 1908, Одеса — 10 січня 1989, Москва) — видатний український радянський інженер, науковець у галузі ракетно-космічної техніки, основоположник радянського рідинного ракетного двигунобудування, академік АН УРСР (1958) та АН СРСР (1958; член-кореспондент з 1953 року). Член ЦК КПРС у 1976—1989 роках. Депутат Верховної Ради СРСР 7—11-го скликань. Лауреат Ленінської премії, двічі лауреат Державної премії СРСР, двічі Герой Соціалістичної Праці (20.04.1956, 17.06.1961).
Творець багаторазового ракетно-космічного комплексу «Енергія» — «Буран». 1994 року його ім'я отримав кратер на видимому боці Місяця. Також на його честь названо астероїд 6357 Глушко.

## Біографія
Народився 2 вересня 1908 року в м. Одеса (нині Україна, тоді Херсонська губернія, Російська імперія).
У 1919 році зарахований до Реального училища імені св. Павла (перейменоване у IV професійно-технічну школу «Метал» ім. Троцького; закінчив її в 1924 році).
Одночасно у 1920—1922 роках юний Глушко навчався в Одеській консерваторії по класу скрипки у професора Столярського, потім його перевели до Одеської музичної академії.
З 1923 по 1930 роки листувався з Костянтином Ціолковським.
У 1924 році отримав диплом про закінчення профтехшколи. Ще 1924 року (в 16-річному віці) В. Глушко опублікував в одеських «Известиях…» замітку під назвою «Завоювання Землею Місяця». За два роки з'являється його стаття «Станції поза Землею», у якій обґрунтовує необхідність створення орбітальної станції — супутника Землі. Ще під час навчання в університеті В. Глушко розробляє ідею теоретичних та експериментальних досліджень конструкції геліоракетоплана й розпочинає проєктування космічного корабля, що використовуватиме для польоту сонячну енергію.
15 травня 1929 зарахований до штату Газодинамічної лабораторії (ГДЛ), Ленінград.
1929—1930 роках під орудою В. П. Глушка підрозділ ГДЛ розробив перший у світі електротермічний реактивний двигун (ЕРД).
У 1930 році розроблено конструкцію та розпочато виготовлення першого вітчизняного рідинного ракетного двигуна ДРМ-1. Одночасно В. П. Глушко запропонував як компонент ракетного палива азотну кислоту, розчини в ній азотного тетроксиду, перекис водню тощо. Він розробив і випробував профільоване сопло, розробив теплоізоляцію камери ракетного двигуна двоокисом цирконію та іншими складниками.
1930 року, як співробітник Газодинамічної лабораторії, молодий конструктор розробив експериментальний проєкт ракетного двигуна, чим започаткував нову добу ракетного двигунобудування.
У січні 1934 року Глушко був переведений до Москви й призначений начальником сектору РНДІ Наркомату Оборони.
У 1933–1934 роках читав курси лекцій у Військово-повітряній інженерній академії ім. М. Є. Жуковського.
У грудні 1935 року побачила світ книга «Ракети: їхня будова та застосування» (рос. «Ракеты: их устройство и применение») за редакцією Георгія Лангемака і В. П. Глушка. У 1937 році Глушко опубліковано 7 статей у збірниках наукових праць РНДІ «Ракетна техніка». Член науково-технічної ради РНДІ.

### Особисте життя

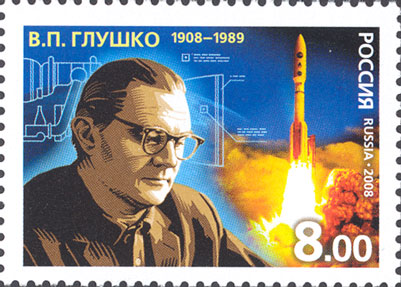
На поштовій марці Росії

|                                                             |  |  |
| Ювілейна монета НБУ до 110-річчя з дня народження В. Глушка |  |  |

Перший шлюб В. П. Глушко — з Сусанною Михайлівною Георгіївською (пізніше стала дитячою письменницею) — тривав недовго. Від другої дружини (цивільний шлюб) — Тамари Саркісової у Глушка в 1938 році народилася дочка Євгенія; після виходу з ув'язнення його відносини з Тамарою Саркісовою не поновилися. Повернувшись із відрядження до Німеччини, Глушко одружився з Магдою Максівною Глушко, викладачкою англійської мови (багато років, починаючи з 1960-х років, була завідувачкою кафедри англійської мови механіко-математичного факультету МДУ; з 1980 року — доктор філологічних наук); у них було двоє дітей: дочка Олена (нар. 1948) і син Юрій (нар. 1952). У 1959 році він познайомився з Лідією Дмитрівною Пьоришковою; в 1972 році в них народився син Олександр.

### Арешт
У березні 1938 року Глушко був заарештований і до серпня 1939 знаходився під слідством, перебуваючи у внутрішній тюрмі НКВС на Луб'янці та у Бутирській в'язниці.
15 серпня 1939 засуджений Особливою нарадою при НКВС СРСР строком на 8 років, згодом залишений для роботи в технічному бюро.
До 1940 року він працює в конструкторській групі 4-го Спецвідділу НКВС (так звана «Шарашці») при Тушинському авіамоторобудівному заводі № 82. За цей час були розроблені проєкт допоміжної установки РРД на літаках С-100 і Сталь-7. У 1940 році Глушко був переведений до Казані, де він продовжує працювати у статусі головного конструктора КБ 4-го Спецвідділу НКВС при Казанському заводі № 16 з розробки допоміжних літакових РРД РД-1, РД-1ХЗ, РД-2 і РД-3.
27 серпня 1944 за рішенням Президії Верховної Ради він був достроково звільнений зі зняттям судимості.
Реабілітований 1956 року.

### Головний конструктор
У грудні 1944 року Глушко призначений головним конструктором ДКБ-СД (Дослідно-Конструкторське Бюро Спеціальних Двигунів), м. Казань. У 1944—1945 роках проведені наземні та льотні випробування РРД РД-1 на літаках Пе-2Р, Ла-7, Як-3 і Су-6.
Розробляється трикамерний азотнокислотно-гасовий РРД РД-3 тягою 900 кг, проведені офіційні стендові випробування РРД РД-1ХЗ з хімічним повторним запалюванням.
Із липня до грудня 1945 року і з травня до грудня 1946 Глушко знаходиться у Німеччині, де, очолюючи відділ із вивчення двигунів, вивчає трофейну німецьку ракетну техніку (в основному — Фау-2) в інституті «Нордхаузен».
Із липня 1946 гідно з наказом Міністерства авіаційної промисловості авіазавод № 456 у Хімках був перепрофільований під виробництво рідинних ракетних двигунів з одночасним перебазуванням до нього колективу ДКБ-СД з Казані.
Цим же наказом В. П. Глушко був призначений головним конструктором ОКБ-456 (нині — НВО «Енергомаш»). 10 жовтня 1948 проведено успішний пуск ракети Р-1 з РД-100 (копія німецької Фау-2). Проводяться роботи над модифікацією двигуна РД-100 (РД-101 — РД-103). 19 квітня 1953 здійснений успішний пуск ракети Р-5 з РД-103.
Згідно з результатами випробувань 2 лютого 1956 ракети Р-5М із бойовим ядерним зарядом В. П. Глушко отримав звання Герой Соціалістичної Праці. Потому, під керівництвом В. П. Глушка розроблені потужні РРД на низькокиплячих і висококиплячих паливах, що знайшли використання як на перших і в більшості других щаблях радянських ракет-носіїв, так і на багатьох бойових ракетах.
Неповний перелік реактивних двигунів містить: РД-107 і РД-108 для РН «Восток», РД-119 і РД-253 для РН «Протон», РД-301, РД-170 для «Енергії» (найпотужніший рідинний реактивний двигун у світі[джерело?]), РД-263 та інші.

## На чолі радянської космічної програми
У травні 1974 року на підставі листа в ЦК КПРС, підписаного керівними працівниками ОКБ-1, Василь Павлович Мішин за суттєві прорахунки в керівництві ЦКБЕМ і допущені провали в космічній програмі був знятий з поста головного конструктора. Після цього експериментальне відпрацювання ракети-носія «Н-1» було припинено, незважаючи на готовність двох ракет до випробувань.
22 травня 1974 В. П. Глушко призначений директором і генеральним конструктором НВО «Енергія», де об'єднав ОКБ, засноване Валентином Петровичем, і КБ, кероване раніше Сергієм Корольовим.
За його ініціативи були згорнуті роботи над ракетою-носієм «Н-1», замість якої за його пропозицією і під його керівництвом була створена багаторазова космічна система «Енергія — Буран». Він очолював роботи із вдосконалення пілотованих космічних кораблів «Союз», вантажного корабля «Прогрес», орбітальних станцій «Салют», створення орбітальної станції «Мир».
1987 року став ініціатором створення у Полтаві Музею авіації та космонавтики.
Валентин Глушко помер 10 січня 1989 року. Згідно із заповітом тіло було піддане кремації. Похований на Новодівичому кладовищі у Москві
Двигуни В.Глушка стали основою ракетних систем, за допомогою яких СРСР досяг високих успіхів в освоєнні Космосу. Разом з Сергієм Корольовим В.Глушко створив балістичні міжконтинентальні ракети та радянські ракетно-космічні системи. На двигунах В.Глушка працюють багаторазові ракетно-космічні комплекси «Енергія», «Буран», космічні кораблі «Восток», ракети-носії «Протон».

## Вшанування пам'яті
У місті Кропивницький є вулиця Валентина Глушка.
У місті Бориспіль є вулиця Академіка Глушка.
У місті Одеса до 2024 року був проспект Академіка Глушка.